# Фатьма Султан (дочка Селіма I)
Фатьма Ханим Султан (1500—1570) — османська принцеса. Дочка Селіма I Явуза і Айше Хафси султан, сестра Сулеймана I, дружина великого візира Кара Ахмеда-паші.

## Біографія
Народилась в 1500 році в Трабзоні, четверта дочка Селіма I і Айше Хафси.
Згідно з деякими джерелами, першим чоловіком Фатьми-султан був санджакбей Антакью Мустафа-паша. Потім в 1552 році вона була видана заміж за Кара Ахмеда-пашу, який був великим візиром Османської Імперії з 1553 по 1555 рік. У 1555 Кара Ахмед-паша був страчений за наказом Сулеймана Пишного. За однією з версій, причиною страти стала змова Рустема-паші і Хюррем-султан: Рустем-паша звинуватив Кара Ахмеда у хабарництві і домігся від Сулеймана I його страти, щоб повернути собі посаду.
Відомо, що Фатьма-султан мала повагу серед яничарів. Похована в тюрбе разом з чоловіком, побудованому на захід від мечеті Кара Ахмеда-паші. На честь Фатьми-султан в 1575 була побудована мечеть, спроєктована Мімар Синаном. Згодом мечеть була зруйнована. Її перебудували в 1971 році.

## Кіновтілення
- Серіал «Величне століття» роль Фатьми Султан виконує актриса Мельтем Джумбул.